# Шиловичі (Прилуцький район)
Ши́ловичі — село в Україні, у Прилуцькому районі Чернігівської області. Населення становить 126 осіб. Входить до складу Ічнянської міської громади.

## Географія
Село Шиловичі знаходиться на лівому березі річки Удай у місці впадання в неї річки Буримня, вище за течією на відстані 1,5 км розташоване село Сваричівка,
нижче за течією на відстані 1,5 км розташоване село Безбородьків, на протилежному березі — село Вишнівка. 

## Назва
За давнім переказом, назва села йде від "Шило в очі". Село існувало ще до татаро-монгольської навали. Тоді село не платило данину, за що всьому чоловічому населенню викололи очі, а жінок зґвалтували.

## Історія
Населений пункт Cylowice позначено на «Спеціальному та докладному плані України…» де Боплана (1650) та на пізніших мапах. Є на мапі 1812 року.
У 1859 році в козачому та володарському селі Шиловичі була церква та 102 двори, де жило 629 осіб (295 чоловічої та 334 жиночої статі).
17 листопада 1880 року в Шиловичах при Параскіївській церкві стараннями священика Миколи Супряжинського та за фінансової допомоги громади відкрилася церковно-приходська школа. На початку 1881 року в ній навчалося 30 учнів, серед них 6 — із Бурімки, де тоді ще не було школи.
До 2017 року орган місцевого самоврядування — Бурімська сільська рада.